# Haus Kornweg 17E
Das Haus Kornweg 17e ist ein denkmalgeschütztes Haus in Hamburg-Ohlsdorf.

## Das Haus

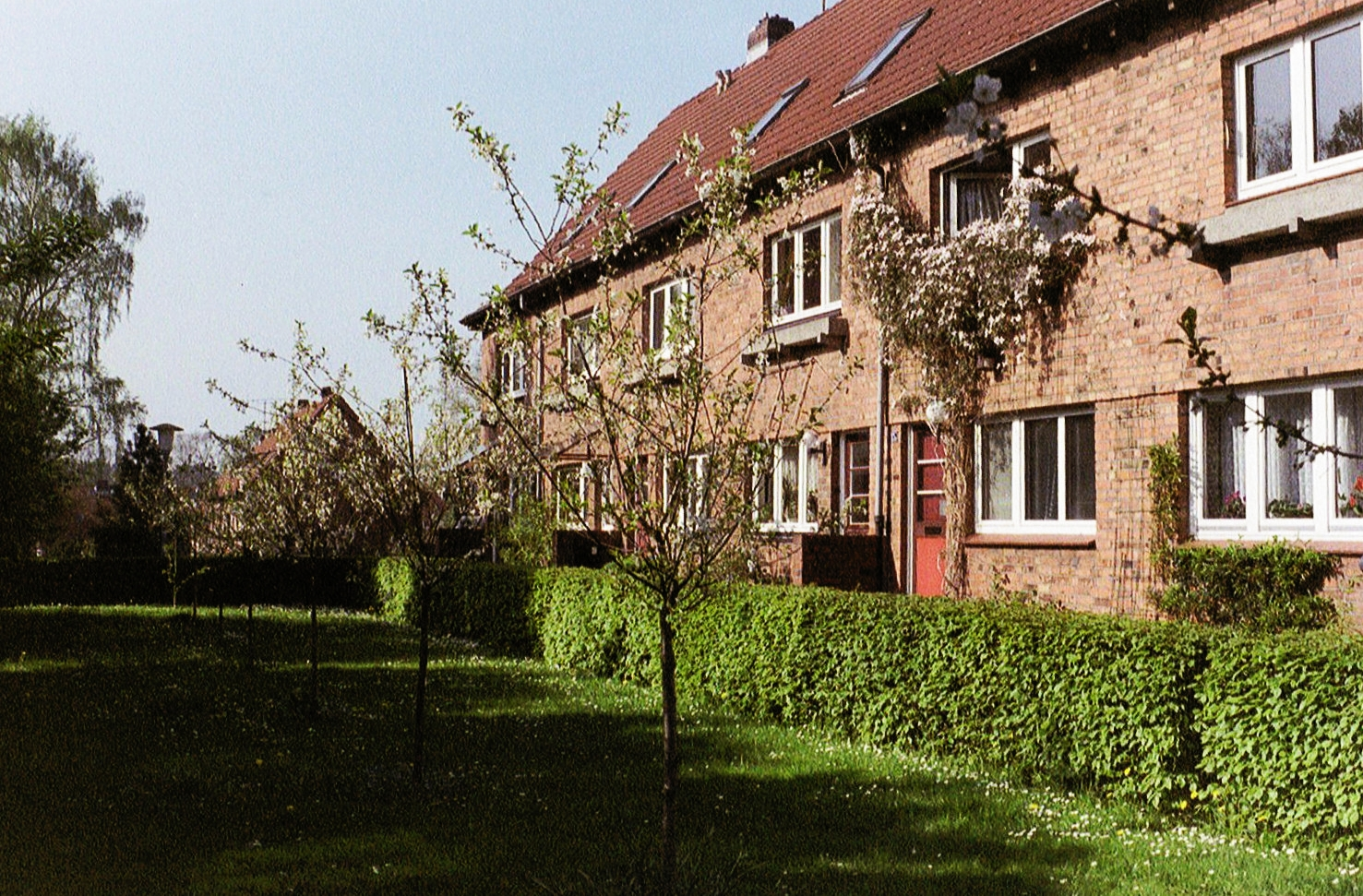
Ein Kirschbaum vor jedem Haus. Bei 17e wächst Clematis hoch.

Das Mittelreihenhaus der Frank’schen Siedlung im Ortsteil Klein Borstel wurde 1939 fertiggestellt. Es liegt an einem autofreien Gehweg in der zweiten Reihe des Kornwegs und steht auf einer Grundfläche von vier mal sieben Metern. Die Deckenhöhen von Erdgeschoss und erstem Stock betragen 2,20 Meter. Neben dem im Keller angelegten Bad mit noch niedrigerer Deckenhöhe war ein ursprünglich ungedämmter Dachboden über eine steile Stiege zu erreichen. Ein Küchenherd war vom Bauherrn eingebaut, beheizt wurde mit Kohle. Das Metall-Waschbecken im Bad mit anklappbaren Seitenteilen diente auch zum Wäschewaschen. Badewanne oder Dusche waren nicht vorgesehen.

## Der Garten

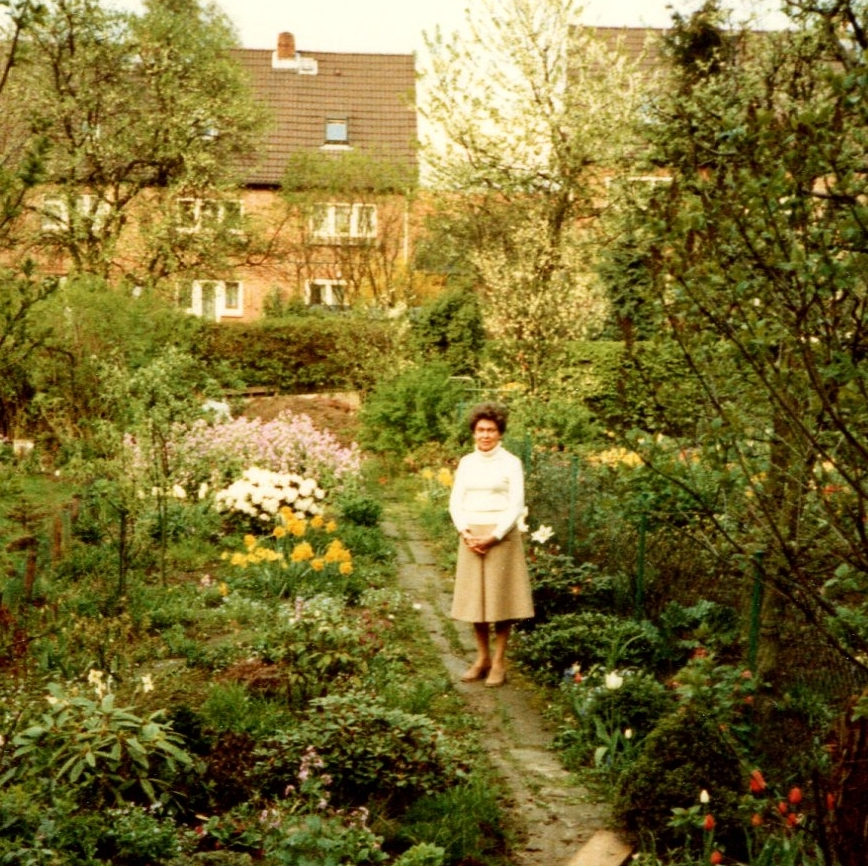
Der Garten im Sommer 1982. Im Hintergrund die baugleichen Häuser Am Stein.

Der vier Meter breite Garten zieht sich zwölf Meter in die Länge. An seinem Ende führt ein etwa ein Meter breiter sogenannter Düngeweg direkt ins nahegelegene Geschäftszentrum von Klein Borstel. Düngewege wurde in der Siedlung angelegt, damit die Bewohner düngerbeladene Wagen zu ihren Gemüsegärten fahren konnten. Entlang des Wegs stehen hohe Eichen.

## Dauerwohnrecht
Die Bewohner, die 1939 das Haus bezogen, bekamen einen Vertrag nach dem Dauerwohnrecht, das der freidemokratische Sozialreformer und Erbauer der Siedlung Paul Frank eingeführt hatte. Dieser Vertrag beinhaltete, dass sie anstelle von Miete ein geringes Nutzungsentgelt an die Siedlungsgesellschaft des Architekten bezahlen mussten. Sie konnten nicht gekündigt werden und durften das Dauerwohnrecht vererben. Es wurde im Grundbuch verzeichnet. Mit dieser rechtlichen Konstruktion wurde gesichert, dass ärmere Schichten der Bevölkerung sich das Haus leisten konnten.

## Wohnungseigentumsgesetz

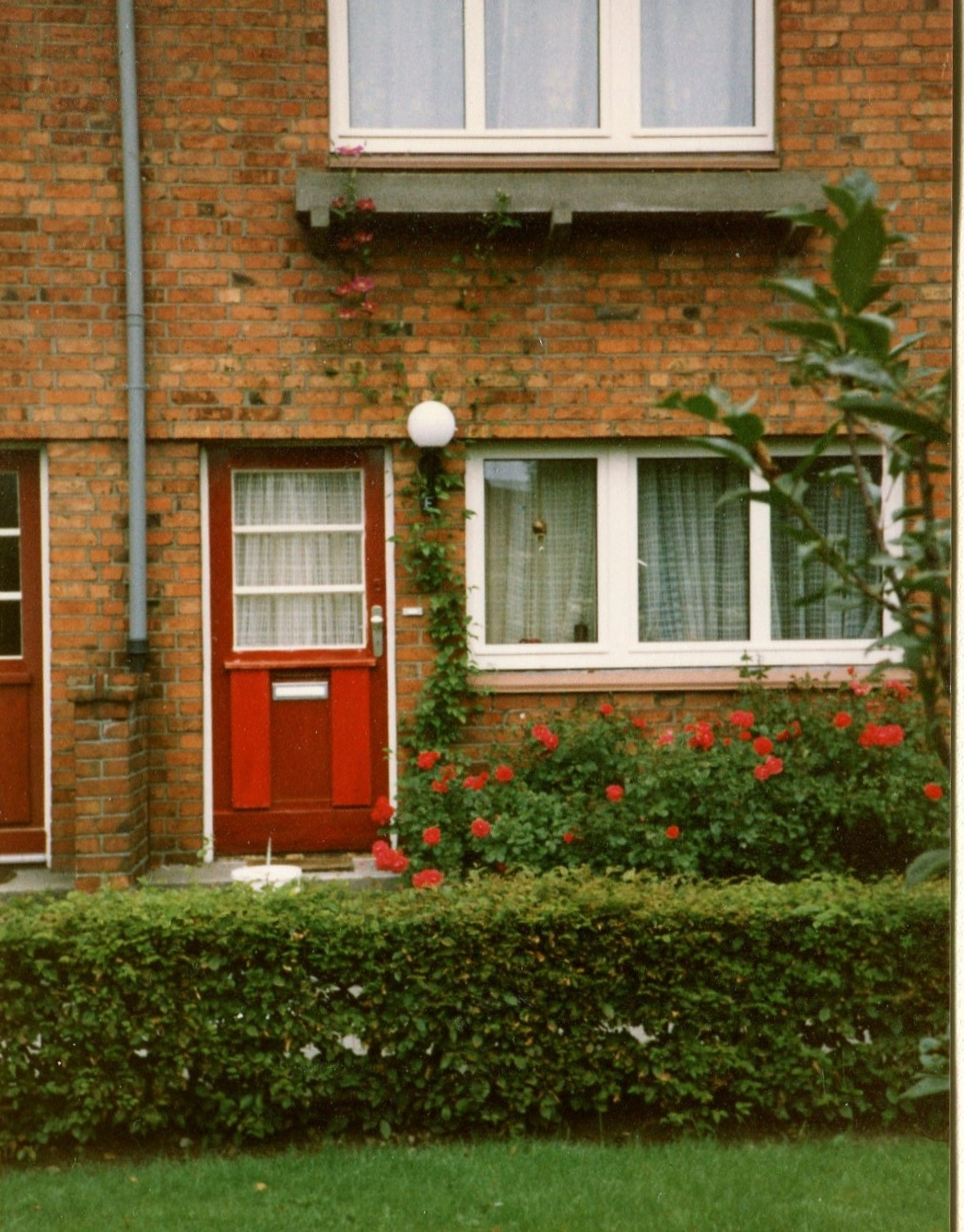
Farben und Anzahl der Fenstersprossen den Vorschriften entsprechend

In den 70er Jahren erreichte die Siedlungsgesellschaft nach politischen Auseinandersetzungen, dass die für sie unrentablen Häuser von den Bewohnern gekauft und auch wieder verkauft werden konnten. Das Haus Kornweg 17e stand nach dem Tod der ersten Bewohner einige Jahre leer. 1979 wurde das Haus an eine alleinstehende Frau nach dem Wohnungseigentumsgesetz verkauft. Bei der Renovierung musste sie sich an die Auflagen der Siedlungsgesellschaft halten, wonach keine wesentlichen baulichen Veränderungen der Häuser gestattet waren. Die äußeren Details der Bauten waren ebenso vorgeschrieben wie die Zahl der Eingangsstufen oder die Farben von Haustür, Fenster und Geländer, ebenso die Größe der Terrasse und das Material der Blumenkästen.

## Denkmalschutz
Im Jahr 1981 wurden die rund 550 Häuser der Frank’schen Siedlung von der Politik unter Milieuschutz gestellt, im April 2011 unter den strengeren Denkmalschutz. Einige zeitgemäße Neuerungen sind darin gestattet, etwa Gauben auf der Rückseite der Gebäude, breite Terrassentüren und der Ausbau des Dachbodens. Die heutigen Eigentümer haben die Neuerungen im Haus 17e bereits eingebaut.

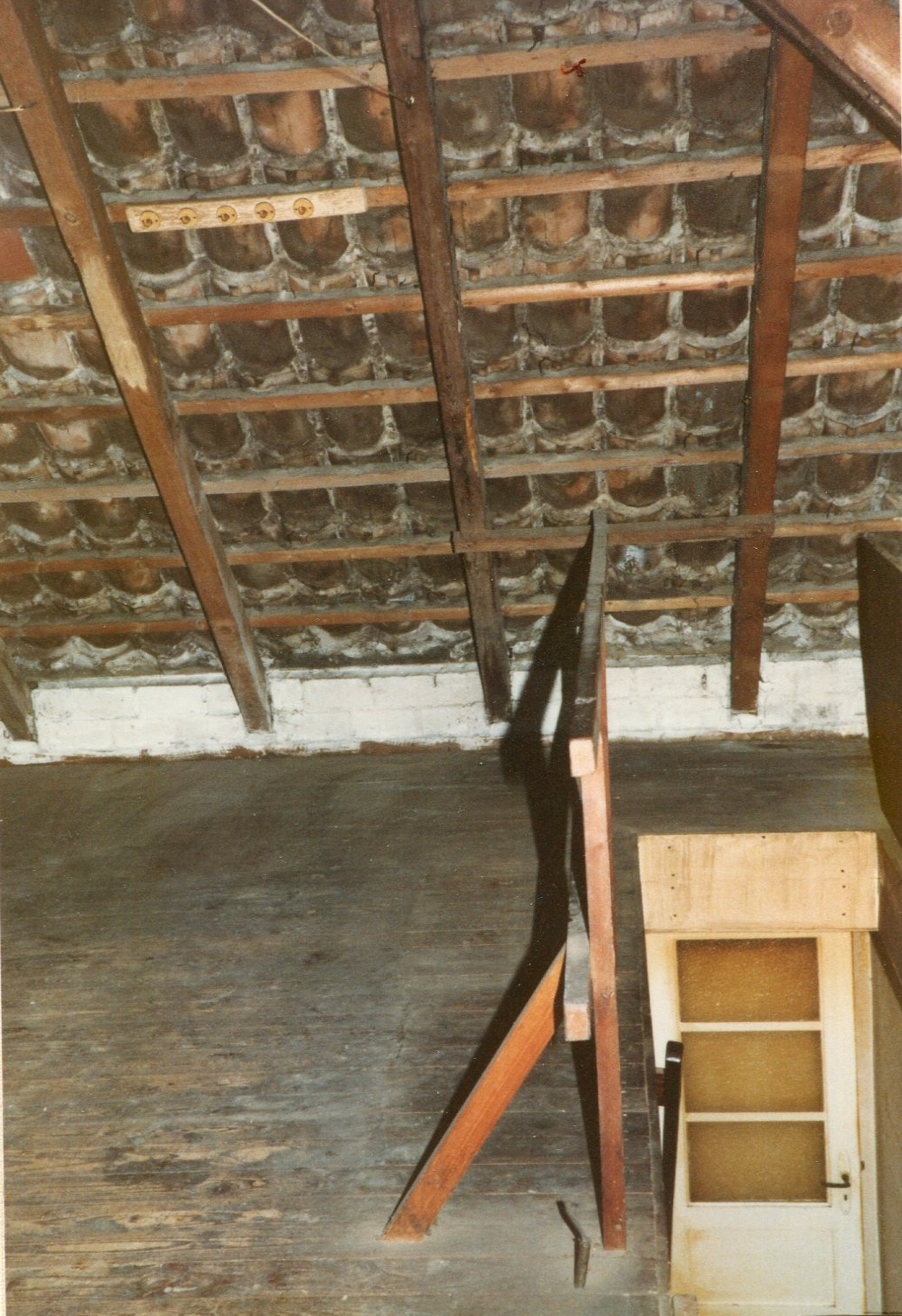
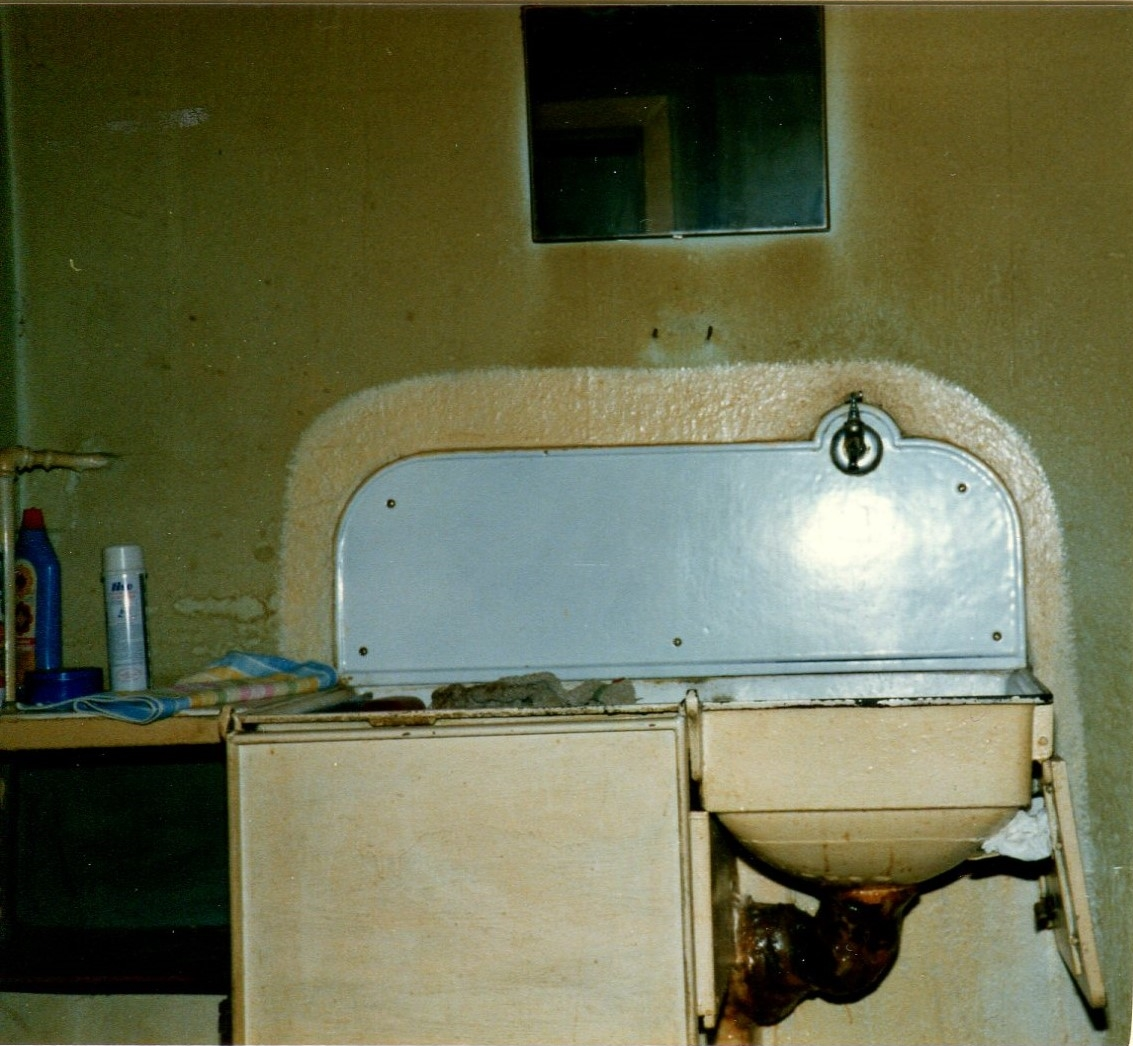
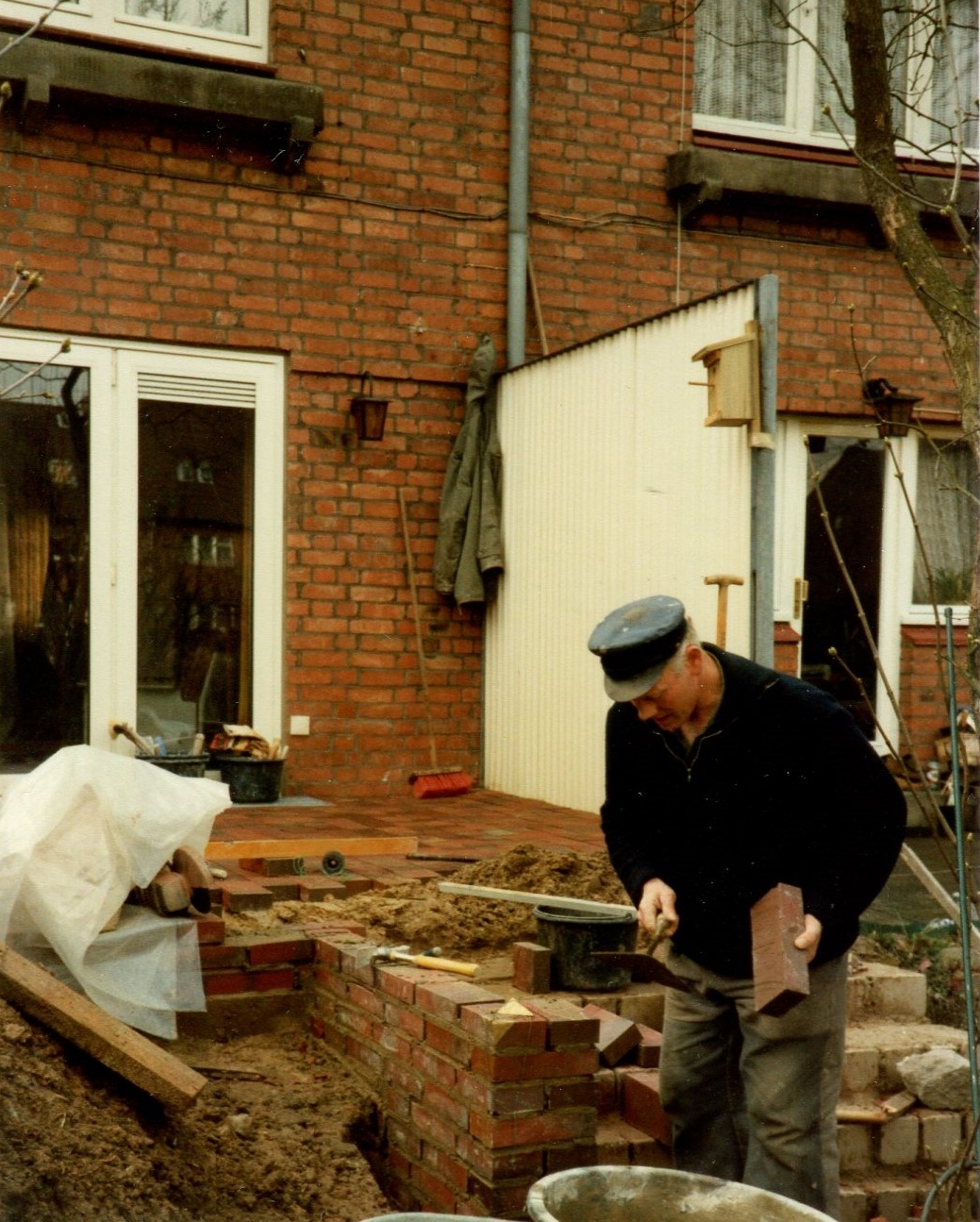